# Ксар

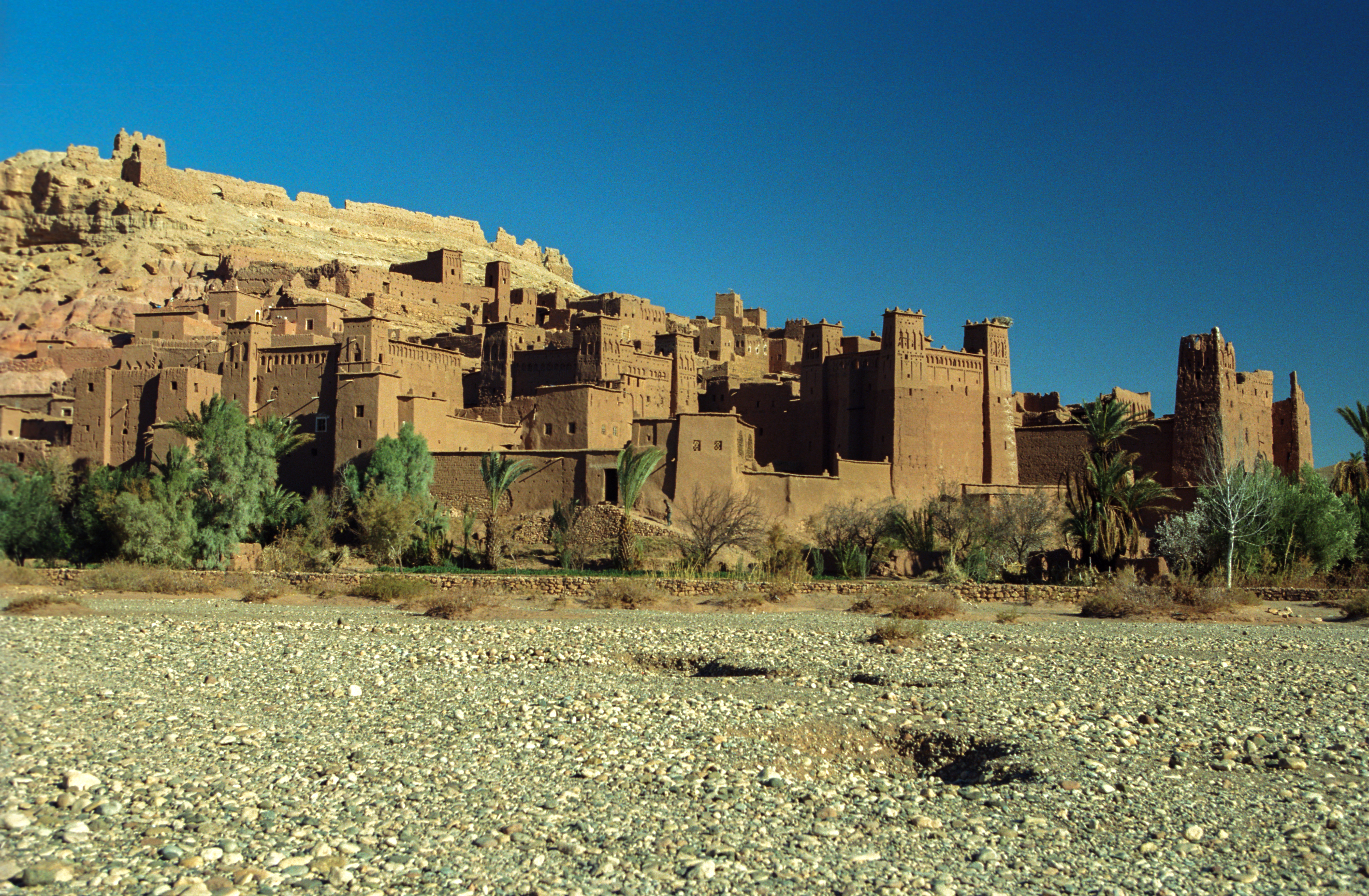
Ксар Айт-Бен-Хадду

Ксар (араб. قصر‎, каср, по-берберски агрем) — тип укреплённой берберской деревни, состоящей из пристроенных друг к другу (часто на склоне горы) домов, так что снаружи ксар выглядит как крепость, окружённая стеной. Одна из главных форм берберской архитектуры. Внутри ксара, как правило, находятся также и общественные сооружения — зернохранилища, мечети, бани, магазины. Жилище внутри ксара называется горфа (фр. ghorfa). 
Ксары строятся из самана, реже — из камня и самана. 
Ксары распространены в сахарских оазисах Магриба и на южных склонах Атласа. Наибольшая концентрация ксаров — в оазисах долины реки Дра в юго-восточном Марокко.
От того же арабского корня, что и ксар, происходит испанское слово и имя собственное Алькасар.
Пять ксаров объявлены ЮНЕСКО объектами всемирного наследия — Айт-Бен-Хадду в Марокко, а также Уадан, Шингетти, Тишит и Уалата в Мавритании.